# Liste völkerrechtlicher Rüstungskontrollabkommen über Massenvernichtungswaffen
Die Entwicklung und der Einsatz von Massenvernichtungswaffen sind durch mehrere völkerrechtliche Rüstungskontrollabkommen reguliert.
Diese Abkommen können den Waffengebrauch im Kriegsgebrauch regeln (Haager Abkommen, Genfer Protokoll), bestimmte Waffenarten verbieten (Biowaffenkonvention, Chemiewaffenkonvention), die Waffenforschung einschränken (Moskauer Atomteststoppabkommen, Kernwaffenteststopp-Vertrag), die zulässigen Waffenlager und Trägersysteme begrenzen (START I, SORT) oder die zivile Verwendung von Waffenvorläufern regeln (Biowaffenkonvention, Chemiewaffenkonvention). In der Geschichte der Rüstungskontrolle gibt es auch Verträge zur Einschränkung der wirksamen Abwehr von Massenvernichtungswaffen, zur Wahrung der Abschreckungsdoktrin des Gleichgewichts des Schreckens (Anti-Ballistic Missile Treaty), sowie Verträge zur geographischen Begrenzung der Verbreitung von Atomwaffen (African Nuclear Weapons Free Zone Treaty, Nuclear Non-Proliferation Treaty).
In der folgenden Liste ist das Jahr des Inkrafttretens der jeweiligen Abkommen in Klammern angegeben.

## Allgemein
- Genfer Konventionen (1949)
- ENMOD-Konvention (1978)

## Biologische Waffen
- Genfer Protokoll (1928)
- Biowaffenkonvention (1975)

## Chemische Waffen
- Genfer Protokoll (1928)
- Chemiewaffenkonvention (1997)

## Atomwaffen

### Abrüstung
- Atomwaffenverbotsvertrag (2021)

### Non-Proliferation
- Weltraumvertrag (1967)
- Atomwaffensperrvertrag (1970)
- Meeresboden-Vertrag (1972)

#### Abkommen für bestimmte Regionen
- Antarktis-Vertrag (1961)
- Vertrag von Tlatelolco (Karibik und Lateinamerika) (1968)
- Südatlantische Zone des Friedens und der Zusammenarbeit (1968)
- Vertrag von Rarotonga (Südpazifik) (1968)
- Zwei-plus-Vier-Vertrag (Deutschland) (1991)
- Vertrag von Bangkok (ASEAN Länder) (1997)
- Vertrag von Pelindaba (Afrika) (2009)
- Vertrag von Semei (Zentralasien) (2009)

### Waffenbegrenzung
- Vertrag über das Verbot von Kernwaffenversuchen in der Atmosphäre, im Weltraum und unter Wasser (1963)
- McCloy-Sorin-Abkommen (1961)
- ABM-Vertrag (1972–2002)
- Kernwaffenteststopp-Vertrag  (1996 unterzeichnet, seitdem nicht in Kraft getreten)
- INF-Vertrag (1988)
- SALT (Strategic Arms Limitation Talks)
- SALT II
- START (Strategic Arms Reduction Treaty) (1994–2009)
- START II (nie in Kraft getreten)
- New START (2011)
- Threshold Test Ban Treaty (1974–1990)